# Thrypticomyia decussata
Thrypticomyia decussata är en tvåvingeart som först beskrevs av Alexander 1972.  Thrypticomyia decussata ingår i släktet Thrypticomyia och familjen småharkrankar. Inga underarter finns listade i Catalogue of Life.